# Gindanes
Genre
Gindanes est un genre de lépidoptères (papillons) américains de la famille des Hesperiidae et de la sous-famille des Pyrginae.

## Liste des espèces
Selon FUNET Tree of Life (5 avril 2019) :
- Gindanes bora (Evans, 1953) — Brésil
- Gindanes brebisson (Latreille, [1824]) — Amérique centrale, Nord de l'Amérique du Sud
  - Gindanes brebisson brebisson — Brésil
  - Gindanes brebisson brebna Evans, 1953 — Bolivie
  - Gindanes brebisson panaetius (Godman & Salvin, 1895) — Nicaragua, Panama, Mexique
  - Gindanes brebisson phagesia (Hewitson, 1868) — Brésil
- Gindanes brontinus (Godman & Salvin, 1895) — Nicaragua, Mexique
  - Gindanes brontinus brontinus — Nicaragua
  - Gindanes brontinus bronta (Evans, 1953) — Pérou